# Lungenvolumen
Lungenvolumen (auch Lungenvolumina) sind bei der Physiologie der Atmung auftretende verschiedene funktionelle Luftmengen in Lunge und Luftwegen. Die individuellen Werte einer Person geben Aufschluss über ihre Lungenfunktion.

## Begriffsdefinitionen und typische Werte beim Menschen

Bezeichnungen der verschiedenen Volumina, die beim Atmen auftreten. Beispielwerte rechts sind für etwa 70 kg schwere junge Männer angegeben. Bei Frauen liegen die Werte etwas darunter.

Das Atemzugvolumen ist die Menge an Atem, die je Atemzug eingeatmet und ausgeatmet (ventiliert) wird. Es liegt bei etwa 0,5 Litern bei Atmung in körperlicher Ruhe. Derartige Durchschnittswerte beziehen sich auf junge Erwachsenen mit einem Gewicht von etwa 70–75 kg. Je nach Lehrbuch finden sich leicht unterschiedliche Werte. Daraus erklären sich auch die unterschiedlichen Angaben im Schaubild und im folgenden Text.
Das Atemzugvolumen kann bei willentlicher Ventilierung um weitere 3 Liter erweitert werden, welche das Reservevolumen (auch Ergänzungsluft, Reserveluft) der Lunge zur Verfügung stellt. Je 1,5 Liter entfallen dabei auf das inspiratorische und das exspiratorische Reservevolumen. Zusammen ergeben Atemluft und Ergänzungsluft einen Vorrat von 3,5 Litern, die der Mensch in einem Atemzug ventilieren kann. Diese Menge bezeichnet als statisches Volumen die Vitalkapazität. Nach maximaler Ausatmung verbleiben 1,5 Liter Luft als Residualvolumen in Atemwegen und Lunge. Vitalkapazität und Residualvolumen zusammengenommen ergeben die Totalkapazität, d. h. das gesamte Lungenvolumen, das sich nach einer maximalen Inspiration in der Lunge befindet.
Das funktionelle Residualvolumen (funktionelle Residualkapazität) bezeichnet das Luftvolumen, das beim normalen Atmen in der Lunge verbleibt (Summe aus Reservevolumen und Residualvolumen). Die Menge, die nach der Ausatmung eines normalen Atemzugs maximal eingeatmet werden kann, ist die Inspirationskapazität. Sie ist die Summe aus Atemzugvolumen und inspiratorischem Reservevolumen.
Der Totraum ist der Teil der Atemwege, in dem kein Gasaustausch stattfindet, also von Mund/Nase bis zu den Bronchiolen. Seine Größe in Millilitern entspricht etwa dem Körpergewicht ×2, bei einer 75 kg schweren Person also 150 ml.
Das Atemzeitvolumen ist das Luftvolumen, das in einer bestimmten Zeitspanne eingeatmet und ausgeatmet wird. Es wird in l/min gemessen und definiert sich als Atmungsfrequenz multipliziert mit dem Atemzugvolumen. In Ruhe liegt es bei ungefähr 7,5 l/min. Der Atemgrenzwert (auch Minutengrenzwert) ist das bei maximalem Atemzugvolumen und maximaler Frequenz pro Minute ventilierbare Atemluftvolumen. Der Atemgrenzwert beträgt in der Regel 120 bis 170 Liter pro Minute.
Die meisten Lungenvolumina können mit Hilfe eines Spirometers bestimmt werden. Zur Bestimmung des Residualvolumens und der totalen Lungenkapazität ist allerdings ein Bodyplethysmograph vonnöten.

## Schwankungen zwischen Personen und während der Lebenszeit
Die Angaben bezeichnen die Durchschnitte bei erwachsenen Menschen. Manche Menschen haben bis zu sechs Liter Vitalkapazität. Leistungsschwimmer erreichen Werte von 8 Litern, Apnoetaucher wie der Weltrekordler Herbert Nitsch sogar bis zu 10 Litern. Ungefähr im Alter von 20 Jahren erreicht der Mensch die maximale Vitalkapazität V oder VC. Sie liegt bei 3 bis 4 Litern und kann im Alter auf Werte von weniger als 2 Liter abfallen.
Die Abnahme der Vitalkapazität mit fortschreitendem Alter beruht auf einem Elastizitätsverlust der Lunge und einer eingeschränkten Beweglichkeit des Thorax. Die Totalkapazität bleibt jedoch etwa konstant, es kommt also zu einer Zunahme des Residualvolumens. Die funktionelle Residualkapazität liegt bei jungen Männern bei etwa 3,0 Litern, bei älteren bei etwa 3,4 Litern. Bei Frauen sind die Werte etwa 10–20 % kleiner.

## Formeln für die Vitalkapazität
Als Richtwert für einen erwachsenen jungen Mann, abhängig von seiner Körpergröße {\displaystyle G} in m, gilt für {\displaystyle VC} in Litern:
{\displaystyle VC=2{,}5\,\mathrm {\frac {l}{m}} \cdot G}
Bei Frauen ist dieser Wert um ca. 25 % kleiner:
{\displaystyle VC=1{,}88\,\mathrm {\frac {l}{m}} \cdot G}
Nach anderer Quelle gilt für junge Männer in etwa
{\displaystyle {\frac {VC}{\mathrm {l} }}=7\cdot \left({\frac {G}{\mathrm {m} }}-1\right)}, also etwa für einen 1,70 m großen Mann {\displaystyle VC=7\cdot (1{,}7-1)\,\mathrm {l} =4{,}9\,\mathrm {l} }
Für Frauen seien die Werte 10–20 % kleiner.